# تشلمبر (سغز أباد)
تشلمبر (سغز أباد) (بالفارسية: چلمبر) هي قرية تقع في إيران في قسم سغز أباد الريفي. يقدر عدد سكانها بـ 108 نسمة .